# Maca (miara)
Maca – staropolska miara objętości zboża, wynosząca 4 korce.